# Eden Court Theatre

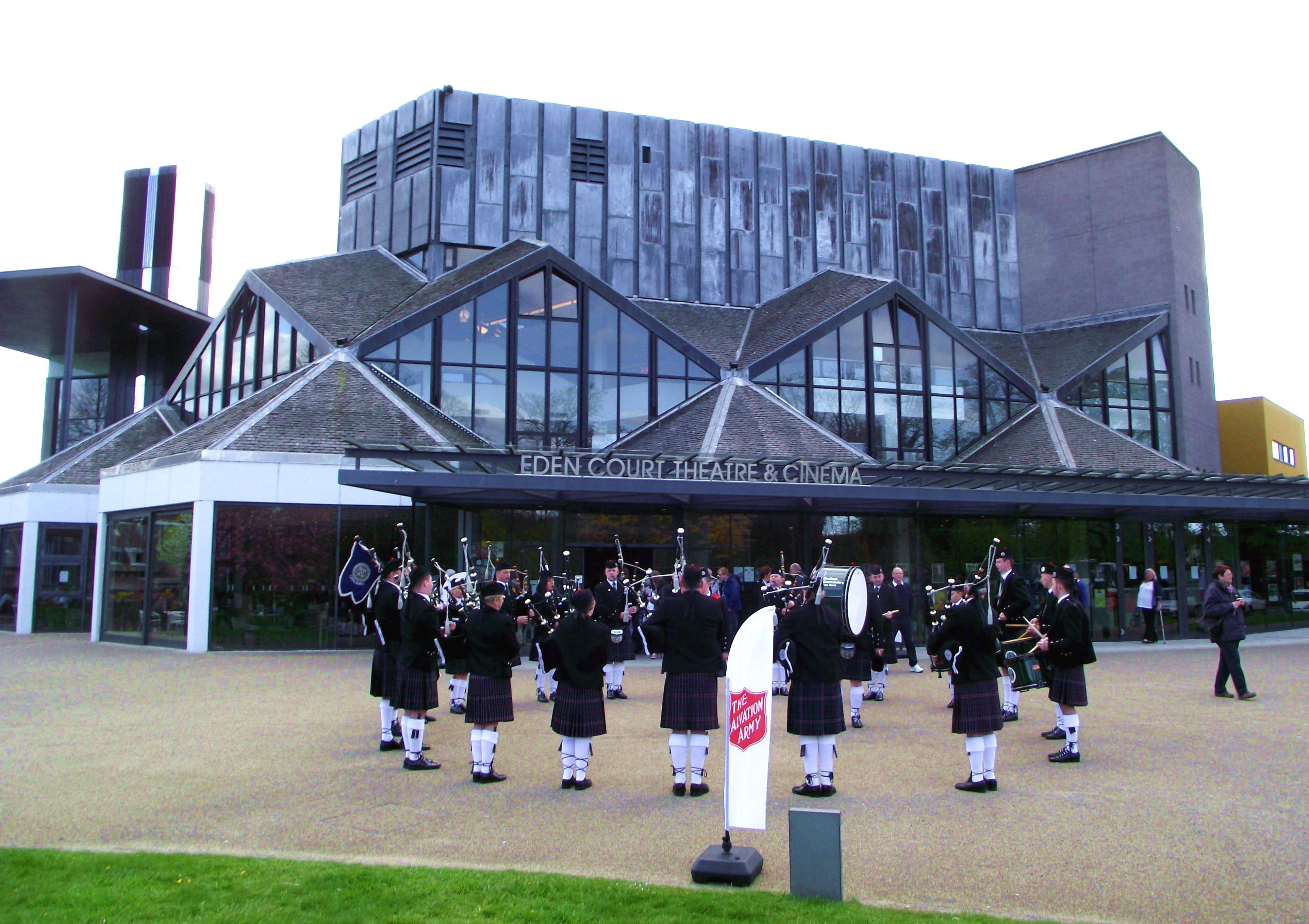
Eden Court Theatre

Das Eden Court Theatre ist ein Theater in der schottischen Stadt Inverness in der Council Area Highland. 2004 wurde das Bauwerk in die schottischen Denkmallisten in der höchsten Denkmalkategorie A aufgenommen.

## Geschichte
Vor dem Bau des Eden Court Theatres existierten in Inverness zwei Spielstätten. Das Empire Theatre an der Academy Street wurde 1912 zunächst als Kino (Central Hall Picture House) errichtet. 1934 erfolgte dann der Umbau zu einem Theater. In der Eröffnungwoche, beginnend am 17. September 1934, war das Erscheinen Harry Lauders, der seit über 30 Jahren nicht mehr in Inverness aufgetreten war, die Hauptattraktion. Das Empire Theatre wurde 1970 geschlossen. Das Playhouse Cinema wurde 1929 als eines der frühen britischen Tonfilmkinos eröffnet. Sein bis zur Schließung des Empire Theatres 1469 Sitzplätze bietender Saal wurde im Wesentlichen als Kino genutzt. Sonstige Aufführungen waren selten. Mit der Schließung des Empire Theatres wurde dessen Orchestergraben ins Playhouse transferiert, wodurch sich die Sitzplatzanzahl auf 1314 verringerte. Während einer Aufführung des Films Le Mans im Jahre 1972 brannte das Gebäude infolge von Brandstiftung nieder und wurde später abgebrochen.
Mitte der 1960er begannen in der Stadtverwaltung erste Gespräche über den Bau eines modernen Theaters. 1967 erhielt John Wyckham als führender Berater im Theaterbau den Auftrag die Machbarkeit zu untersuchen und die damit verbundenen Baukosten abzuschätzen. Wyckham schätzte die Kosten für einen Theaterbau mit 900 Sitzplätzen mit Tanzsaal und Restaurant auf 600.000 £. Im Mai 1972 enthüllte das beauftragte Architekturbüro  Law & Dunbar-Nasmith (LDN) die Entwürfe für das Eden Court Theatre. Die Baukosten sollten mit 627.000 £ nur knapp über den zuvor geschätzten Kosten liegen. Schottlandminister Gordon Campbell hatte bereits staatliche Zuschüsse in Höhe von 310.000 £ zugesichert.
Der Theatername rührt von Robert Eden, Bischof von Moray und Primas der Scottish Episcopal Church, her, der in den 1870er Jahren am Standort den Bishop’s Palace erbauen ließ. Bereits vor Baubeginn des Theaters rührte sich Widerstand in der Bevölkerung, da der ehemalige Bischofssitz in den Neubau einbezogen werden sollte, der zudem auf geweihtem Grund entstehen sollte. Entgegen der Schätzungen des Architekturbüros beliefen sich die Angebote der Bauunternehmen in Summe auf rund 1,3 Mio. £, eine Summe, welche die Stadt Inverness nicht ohne weitere Zuschüsse aufbringen konnte. Der Stadtrat unter William Smith, Provost von Inverness, hielt dennoch an dem Bau fest. Durch späte weitere Zuschüsse des Schottlandministers sowie Spenden und Krediten konnte der Bau schließlich abgeschlossen und das Eden Court Theatre im April 1976 eröffnet werden. Es handelte sich um den ersten Neubau eines Theaterkomplexes in Schottland seit etwa 50 Jahren. Der Bau galt als Leuchtturmprojekt der Highlands und zählt zu den frühesten modernen Neubauten von überregionaler Bedeutung in der Region.

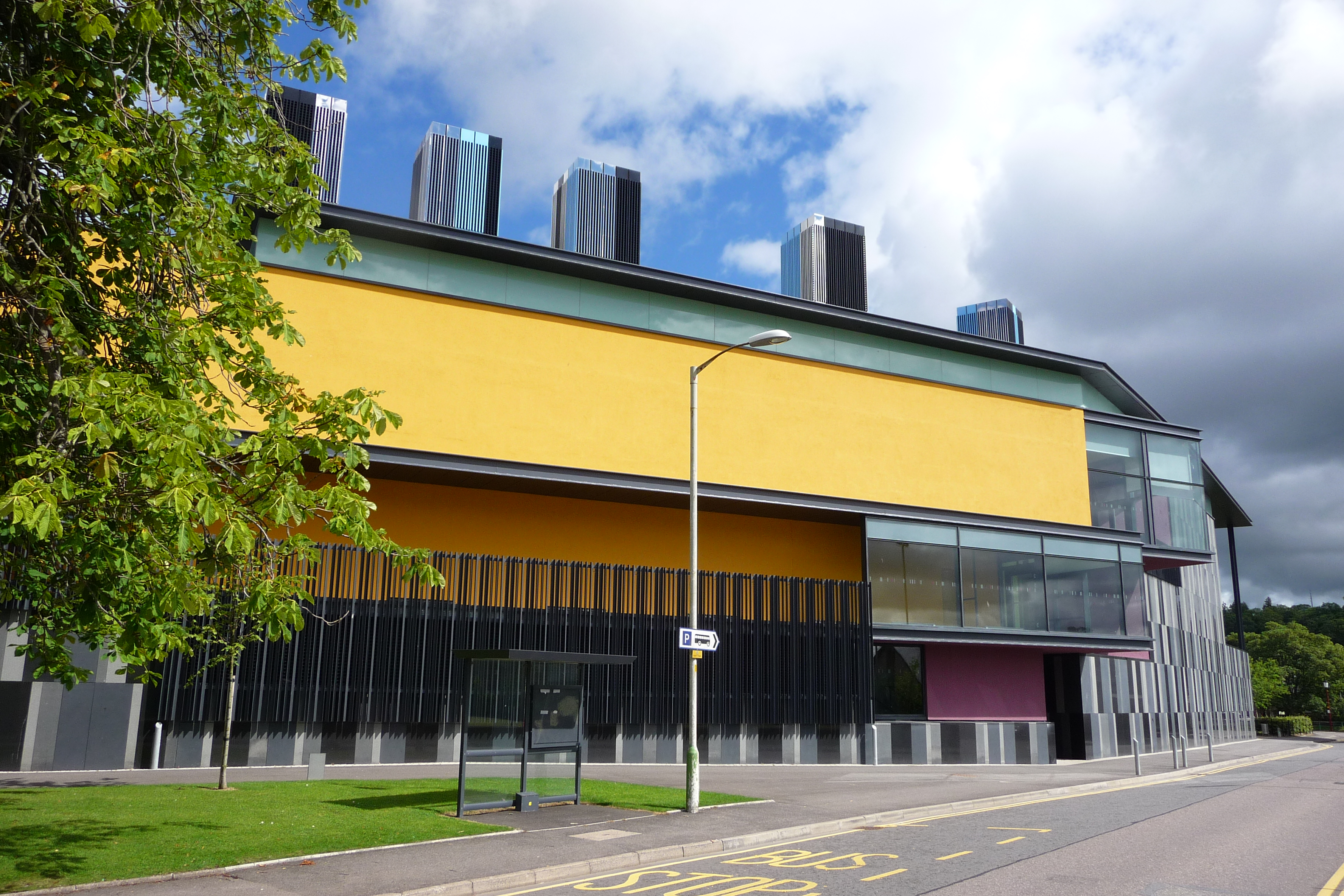
Erweiterung aus den 2000er Jahren

1994 fertigte LDN Pläne zur Erweiterung des Theaters um einen zweiten Saal sowie einen Proberaum, die jedoch nicht verwirklicht wurden. Zwischen 1995 und 1998 wurde der Saal renoviert und behindertengerecht ausgebaut. 2007 sah das Eden Court Theatre schließlich doch einer Erweiterung entgegen, in der Teile des Entwurfs von LDN aufgegriffen wurden. So wurden zwei Kinosäle, zwei Tanzstudios sowie ein Proberaum ergänzt.  Die Kosten beliefen sich auf etwa 20 Mio. £.

## Beschreibung
Das Eden Court Theatre steht an exponierter Position am linken Ness-Ufer zwischen der Inverness Cathedral, dem Ratsgebäude der Council Area Highland und der University of the Highlands and Islands. Die Planung des spätmodernen Komplexes war limitiert durch die geringe freie Fläche, zudem von ungünstigem Zuschnitt, neben dem Bishop’s Palace und den Wunsch diesen nicht vollständig zu verdecken. Das Eden Court Theatre weist infolge dieser Restriktionen einen grob hexagonalen Grundriss auf. Seine dreigeschossige Struktur ist gestuft, da die großen Foyers und das Restaurant mit 200 Sitzplätzen im Erdgeschoss größere Flächen benötigten als die Räumlichkeiten in den Obergeschossen. An den sechs heraustretenden Pavillons und der Dachstruktur wurde das hexagonale Grundkonzept fortgeführt. Flächige Fensterelemente bieten einen ungestörten Blick auf die Grünflächen zum Ness. Durch den Aufbau seiner dem Ness zugewandten Hauptfassade wirkt das Theater kleiner als es ist. Seine wirkliche Dimension wird erst an der Gebäuderückseite und im Vergleich mit dem Bishop’s Palace deutlich. Der Bishop’s Palace ist an der Nordflanke vorgelagert und mit dem Komplex verbunden.

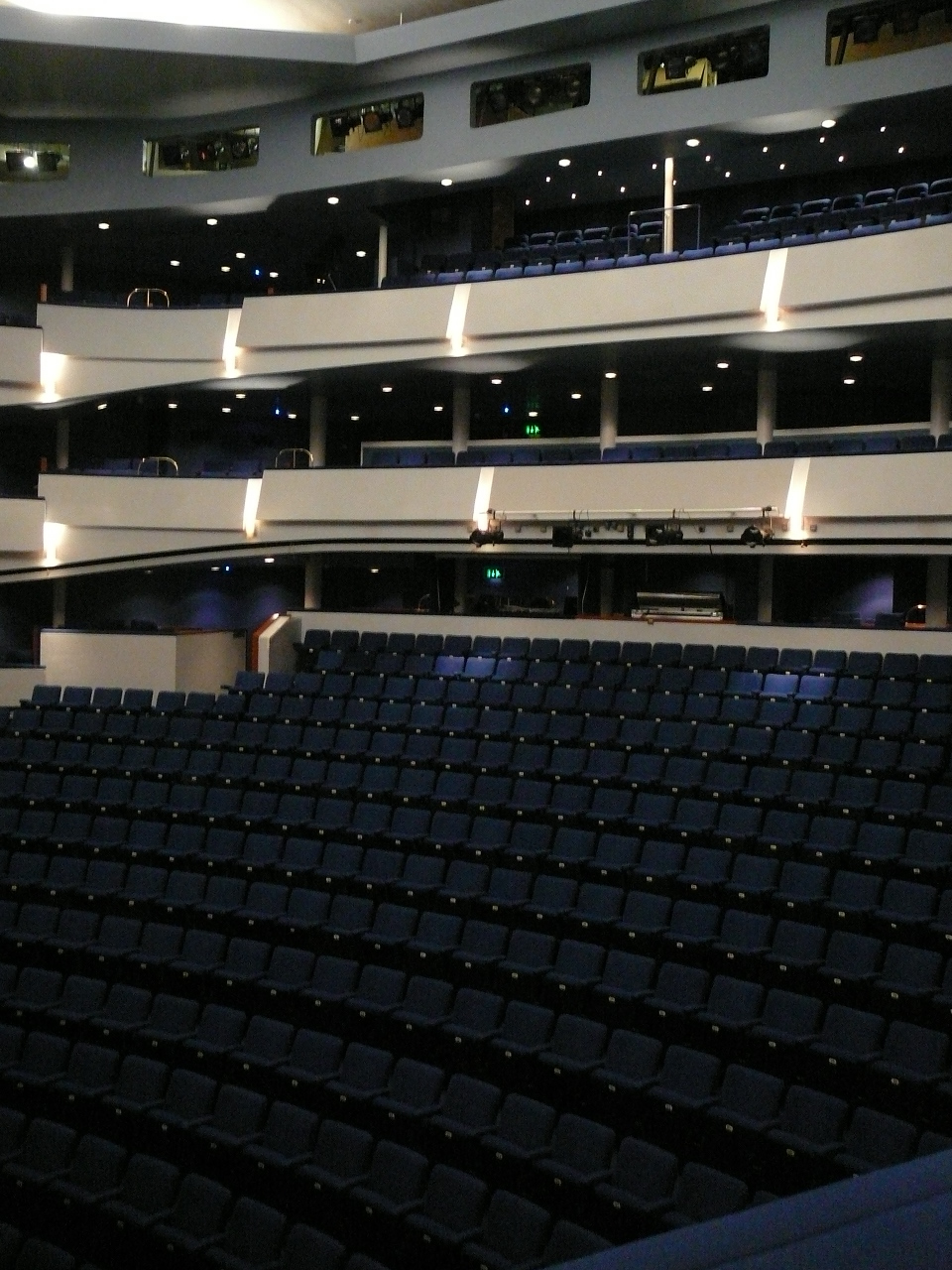
Theatersaal

Neben Theater-, Musical- und Opernaufführungen in dem mehr als 800 Sitzplätze umfassenden Saal mit zwei hufeisenförmigen Galerien, beherbergt der Komplex zwei Kinosäle und bietet Flächen für kulturelle Veranstaltungen und Ausstellungen.